# Шаллан-Сент-Ансельм
Шаллан-Сент-Ансельм (фр. Challand-Saint-Anselme) — муніципалітет в Італії, у регіоні Валле-д'Аоста.
Шаллан-Сент-Ансельм розташований на відстані близько 580 км на північний захід від Рима, 33 км на схід від Аости.
Населення — 760 осіб (2014).
Щорічний фестиваль відбувається 21 квітня. Покровитель — Ансельм Кентерберійський.

## Демографія
Населення за роками:

Станом на 1 січня 2023 року в муніципалітеті офіційно проживали 84 іноземці з 7 країн, серед них 63 громадяни країн Євросоюзу.

## Сусідні муніципалітети
- Брюссон
- Шаллан-Сен-Віктор
- Емарез
- Іссім